# París-Niça 1994
La París-Niça 1994 fou la 52a edició de la París-Niça. És un cursa ciclista que es va disputar entre el 6 i el 13 de març de 1994. La cursa fou guanyada pel suís Tony Rominger de l'equip Mapei-CLAS per davant de Jesús Montoya (Banesto) i Viatxeslav Iekímov (WordPerfect). Harald Maier guanyà la classificació de la muntanya.

## Participants
En aquesta edició de la París-Niça hi preneren part 135 corredors dividits en 17 equips: Mapei-CLAS, Banesto, WordPerfect, Festina-Lotus, Novemail-Histor, Castorama, GB-MG Maglificio, Polti-Vaporetto, Gan, Lotto-Caloi, ONCE, Mercatone Uno-Medeghini, Jolly Componibili-Cage 1994, Telekom, Catavana-A.S. Corbeil-Essones-Cedico, Chazal-MBK i Aubervilliers'93. La prova l'acabaren 73 corredors.

## Resultats de les etapes
| Etapes              | Data       | Recorregut                     | Km       | Vencedor d'etapa       | Líder de la general |
| ------------------- | ---------- | ------------------------------ | -------- | ---------------------- | ------------------- |
| 1a etapa            | 6 de març  | Fontenay-sous-Bois-Orleans     | 185.5 km | Mario Cipollini        | Mario Cipollini     |
| 2a etapa            | 7 de març  | Gien-Nevers                    | 161 km   | Fabio Baldato          | Fabio Baldato       |
| 3a etapa            | 8 de març  | Nevers-Clermont-Ferrand        | 202 km   | Djamolidín Abdujapàrov | Fabio Baldato       |
| 4a etapa            | 9 de març  | Clermont-Ferrand-Saint-Étienne | 156 km   | Fabio Baldato          | Fabio Baldato       |
| 5a etapa            | 10 de març | Saint-Étienne-Vaujany          | 199.3 km | Pascal Richard         | Pascal Richard      |
| 6a etapa            | 11 de març | Beaumes-de-Venise-Marsella     | 195 km   | Mario Cipollini        | Pascal Richard      |
| 7a etapa            | 12 de març | Toló-Mandelieu-la-Napoule      | 199 km   | Charly Mottet          | Jesús Montoya       |
| 8a etapa, 1r sector | 13 de març | Mandelieu-la-Napoule -Niça     | 100 km   | Djamolidín Abdujapàrov | Jesús Montoya       |
| 8a etapa, 2n sector | 13 de març | Niça-Coll d'Èze (CRI)          | 12.5 km  | Tony Rominger          | Tony Rominger       |

## Etapes

### 1a etapa
6-03-1994. Fontenay-sous-Bois-Orleans, 185.5 km.
|   | Ciclista        | Equip                       | Temps      |
| - | --------------- | --------------------------- | ---------- |
| 1 | Mario Cipollini | Mercatone Uno-Medeghini     | 5h 05' 57" |
| 2 | Fabio Baldato   | GB-MB Maglificio            | m. t.      |
| 3 | Endrio Leoni    | Jolly Componibili-Cage 1994 | m. t.      |

### 2a etapa
7-03-1994. Gien-Nevers 161 km.
|   | Ciclista               | Equip                   | Temps      |
| - | ---------------------- | ----------------------- | ---------- |
| 1 | Fabio Baldato          | GB-MB Maglificio        | 3h 40' 41" |
| 2 | Mario Cipollini        | Mercatone Uno-Medeghini | m. t.      |
| 3 | Djamolidín Abdujapàrov | Polti-Vaporetto         | m. t.      |

### 3a etapa
8-03-1994. Nevers-Clermont-Ferrand 202 km.
|   | Ciclista               | Equip                   | Temps      |
| - | ---------------------- | ----------------------- | ---------- |
| 1 | Djamolidín Abdujapàrov | Polti-Vaporetto         | 5h 38' 04" |
| 2 | Fabio Baldato          | GB-MB Maglificio        | m. t.      |
| 3 | Mario Cipollini        | Mercatone Uno-Medeghini | m. t.      |

### 4a etapa
9-03-1994. Clermont-Ferrand-Saint-Étienne, 156 km.
|   | Ciclista         | Equip                   | Temps      |
| - | ---------------- | ----------------------- | ---------- |
| 1 | Fabio Baldato    | GB-MB Maglificio        | 4h 17' 11" |
| 2 | Giovanni Fidanza | Polti-Vaporetto         | + 1"       |
| 3 | Simone Biasci    | Mercatone Uno-Medeghini | m. t.      |

### 5a etapa
10-03-1994. Saint-Étienne-Vaujany, 199.3 km.
|   | Ciclista           | Equip            | Temps      |
| - | ------------------ | ---------------- | ---------- |
| 1 | Pascal Richard     | GB-MG Maglificio | 5h 43' 17" |
| 2 | Viatxeslav Iekímov | WordPerfect      | m. t.      |
| 3 | Tony Rominger      | Mapei-CLAS       | m. t.      |

### 6a etapa
11-03-1994. Beaumes-de-Venise-Marsella, 195 km.
|   | Ciclista               | Equip                   | Temps      |
| - | ---------------------- | ----------------------- | ---------- |
| 1 | Mario Cipollini        | Mercatone Uno-Medeghini | 5h 04' 33" |
| 2 | Djamolidín Abdujapàrov | Polti-Vaporetto         | m. t.      |
| 3 | Laurent Jalabert       | ONCE                    | m. t.      |

### 7a etapa
12-03-1994. Toló-Mandelieu-la-Napoule, 199 km.
|   | Ciclista      | Equip           | Temps      |
| - | ------------- | --------------- | ---------- |
| 1 | Charly Mottet | Novemail-Histor | 5h 04' 32" |
| 2 | Jesús Montoya | Banesto         | + 13"      |
| 3 | Ronan Pensec  | Novemail-Histor | + 19"      |

### 8a etapa, 1r sector
13-03-1994. Mandelieu-la-Napoule-Niça, 100 km.
|   | Ciclista               | Equip                   | Temps      |
| - | ---------------------- | ----------------------- | ---------- |
| 1 | Djamolidín Abdujapàrov | Polti-Vaporetto         | 2h 19' 03" |
| 2 | Mario Cipollini        | Mercatone Uno-Medeghini | m. t.      |
| 3 | Laurent Jalabert       | ONCE                    | m. t.      |

### 8a etapa, 2n sector
13-03-1994. Niça-Coll d'Èze, 12.5 km. CRI
L'etapa la disputen els 80 primers de la general.
|   | Ciclista      | Equip      | Temps   |
| - | ------------- | ---------- | ------- |
| 1 | Tony Rominger | Mapei-CLAS | 22' 06" |
| 2 | Jesús Montoya | Banesto    | + 42"   |
| 3 | Alex Zülle    | ONCE       | + 46"   |

## Classificacions finals

### Classificació general
|    | Ciclista              | Equip            | Temps       |
| -- | --------------------- | ---------------- | ----------- |
| 1  | Tony Rominger         | Mapei-CLAS       | 37h 16' 05" |
| 2  | Jesús Montoya         | Banesto          | + 36"       |
| 3  | Viatxeslav Iekímov    | WordPerfect      | + 1' 30"    |
| 4  | Ronan Pensec          | Novemail-Histor  | + 1' 41"    |
| 5  | Laurent Roux          | Castorama        | + 1' 53"    |
| 6  | Vicente Aparicio      | Banesto          | + 2' 38"    |
| 7  | Pascal Richard        | GB-MG Maglificio | + 2' 47"    |
| 8  | Jean-François Bernard | Banesto          | + 2' 53"    |
| 9  | Gianni Bugno          | Polti-Vaporetto  | + 3' 00"    |
| 10 | Eddy Seigneur         | Gan              | + 3' 11"    |

## Evolució de les classificacions
| Etapa (Vencedor)                             | Classificació general |
| -------------------------------------------- | --------------------- |
| 0Etapa 1 (Mario Cipollini)                   | Mario Cipollini       |
| 0Etapa 2 (Fabio Baldato)                     | Fabio Baldato         |
| 0Etapa 3 (Djamolidín Abdujapàrov)            | Fabio Baldato         |
| 0Etapa 4 (Fabio Baldato)                     | Fabio Baldato         |
| 0Etapa 5 (Pascal Richard)                    | Pascal Richard        |
| 0Etapa 6 (Mario Cipollini)                   | Pascal Richard        |
| 0Etapa 7 (Charly Mottet)                     | Jesús Montoya         |
| 0Etapa 8, 1r sector (Djamolidín Abdujapàrov) | Jesús Montoya         |
| 0Etapa 8, 2n sector (Tony Rominger)          | Tony Rominger         |